# Rue de Dilbeek (Berchem-Sainte-Agathe)
Pour les articles homonymes, voir Dilbeek (homonymie).
La rue de Dilbeek (en néerlandais : Dilbeekstraat) est une rue bruxelloise de la commune de Berchem-Sainte-Agathe qui va de la rue de Grand-Bigard jusqu'au limite de Berchem-Sainte Agathe en passant par la rue Louis De Smet, la rue Auguste Denie, la rue Mathieu Pauwels, la rue du Cerisier, la rue Potaarde et le clos du Sureau. Elle est prolongée par la Kattebroekstraat à Dilbeek.
Dilbeek est une commune du Brabant flamand, situé à l'ouest de Bruxelles, voisine de Berchem-Sainte-Agathe.
Bruxelles possède une seconde rue de Dilbeek située à Anderlecht et à Molenbeek-Saint-Jean.

## Adresse notable
- n° 1 : institut Alexandre Herlin